# Deutsch-Französisches Jugendwerk
Das Deutsch-Französische Jugendwerk (DFJW; französisch Office franco-allemand pour la Jeunesse, OFAJ) ist eine Organisation im Dienst der deutsch-französischen Zusammenarbeit und hat zur Aufgabe, die Beziehungen zwischen jungen Menschen in Deutschland und Frankreich zu intensivieren, das gegenseitige Verständnis zu vertiefen und ihnen dadurch die Kultur des Nachbarlandes näherzubringen.

## Geschichte

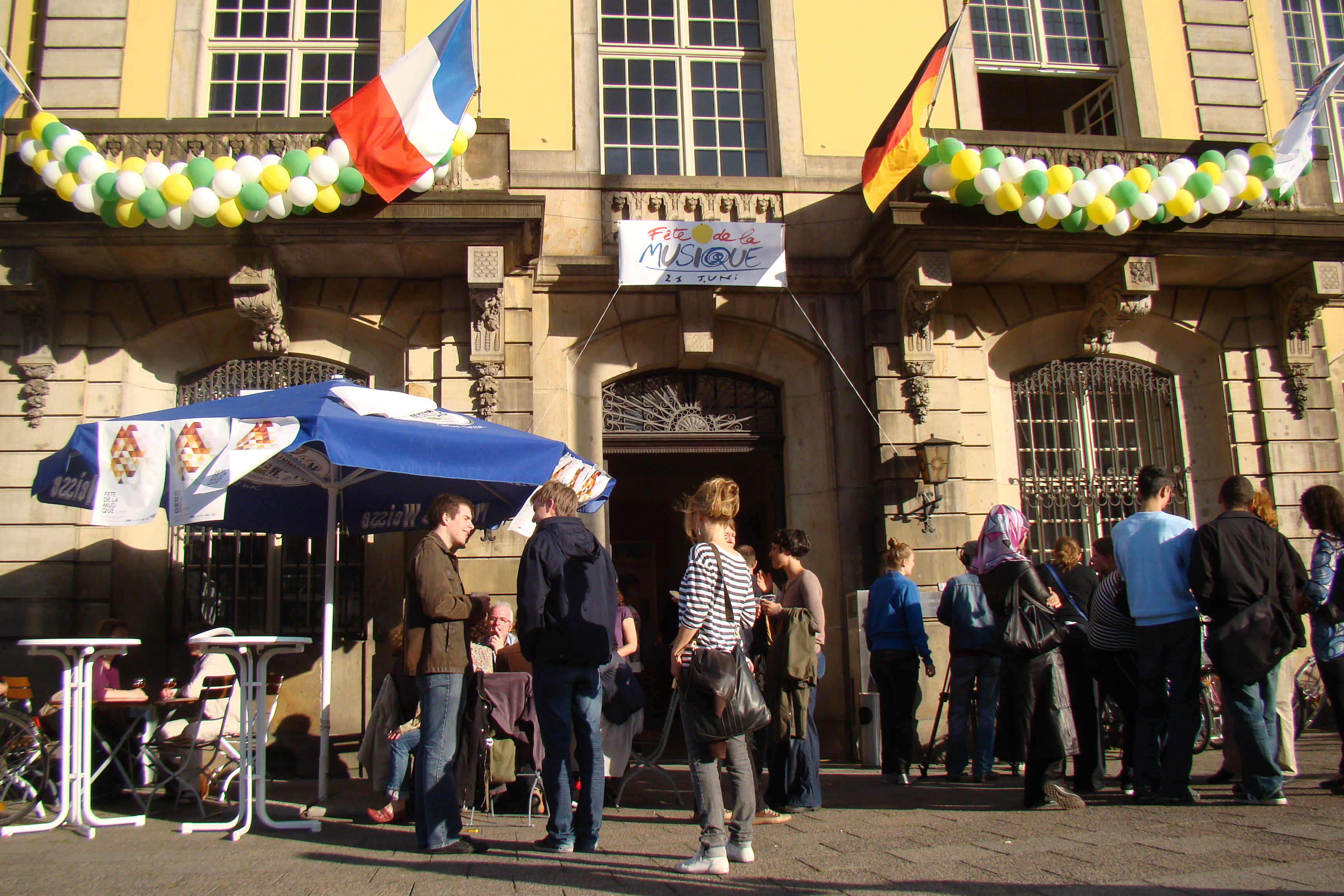
DFJW in Berlin

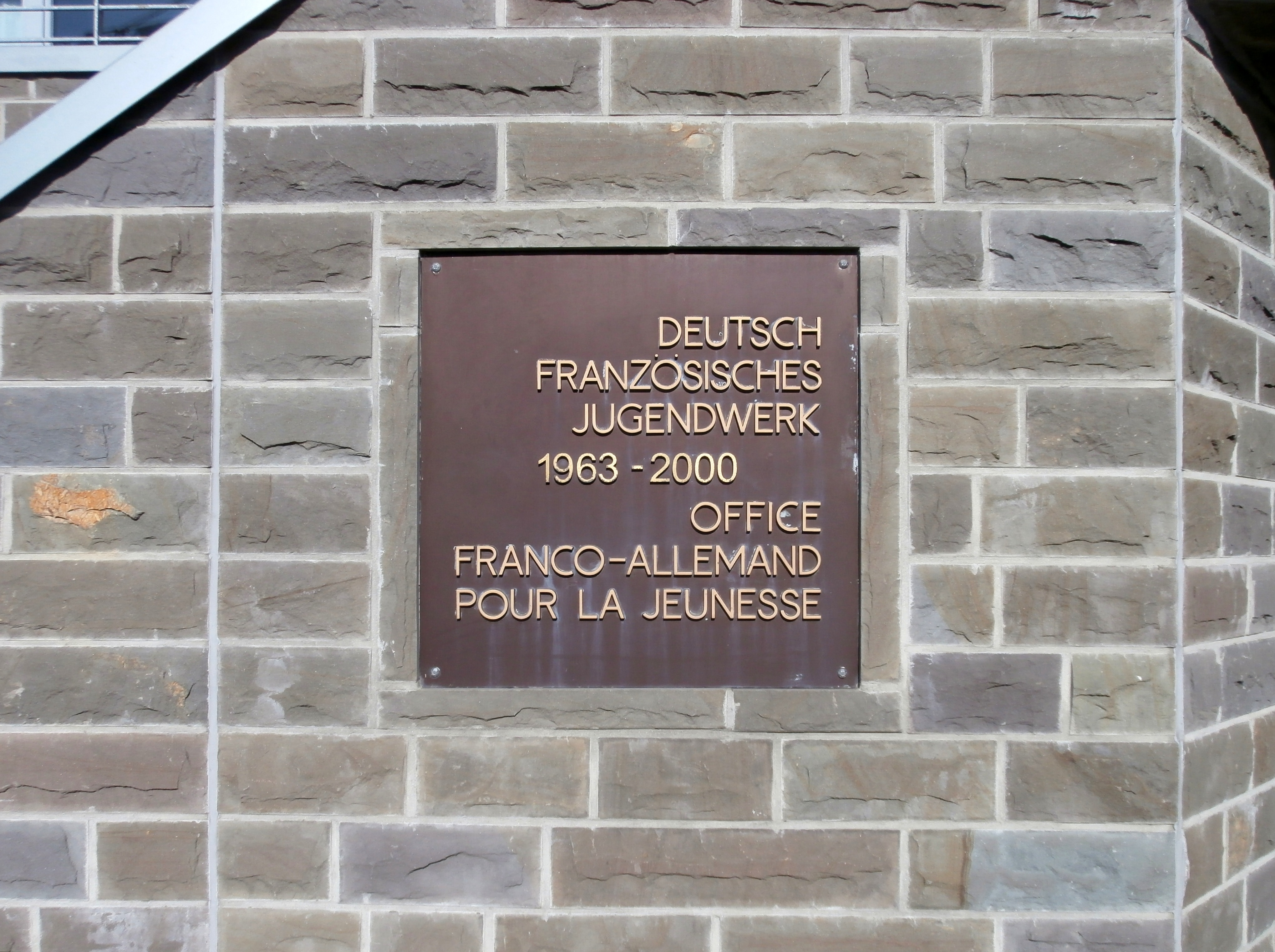
Tafel zur Erinnerung an das DFJW in Rhöndorf (2014)

Den Grundstein für den Aufbau des Deutsch-Französischen Jugendwerks (DFJW) legten der deutsche Bundeskanzler Konrad Adenauer und der französische Staatspräsident Charles de Gaulle mit der Unterzeichnung des Elysée-Vertrags am 22. Januar 1963. In einem zwischenstaatlichen Abkommen wurde dann am 5. Juli des gleichen Jahres die Gründung einer „Organisation zur Förderung der Beziehungen zwischen der deutschen und der französischen Jugend“ vereinbart. Artikel 2 (1) des Gründungsabkommens schreibt fest:

„Das Jugendwerk hat die Aufgabe, die Bande zwischen der Jugend der beiden Länder enger zu gestalten und ihr Verständnis füreinander zu vertiefen; es hat hierzu die Jugendbegegnung und den Jugendaustausch anzuregen, zu fördern und gegebenenfalls selbst durchzuführen.“

Am 29. Juli 1963 wurden die Diensträume des DFJW in Rhöndorf bei Bonn – dem damaligen Wohnort Konrad Adenauers – eröffnet, am 9. Oktober 1963 bezog es Diensträume in Paris. In Rhöndorf war das Generalsekretariat des Deutsch-Französischen Jugendwerks bis Dezember 2000 mit zuletzt 44 Mitarbeitern ansässig, am zweiten Standort in Paris mit seinerzeit 26 Mitarbeitern. Seitdem ist Paris Hauptsitz des DFJW. Der deutsche Standort des DFJW befindet sich in Berlin. Im Jahr 2014 wurde die Außenstelle in Saarbrücken eröffnet, die hauptsächlich für die Organisation des Deutsch-Französischen Freiwilligendienstes zuständig ist.
Im Jahre 2004 wurde das Jugendwerk gemeinsam mit dem Deutsch-Polnischen Jugendwerk mit dem Förderpreis der Carlo-Schmid-Stiftung ausgezeichnet. Anlässlich des 50. Jahrestages des Élysée-Vertrags wurden die Verdienste des DFJW gewürdigt. So erhielt das DFJW den Adenauer-De Gaulle-Preis.
Ab Anfang 2020 baut das Jugendwerk im Auftrag der Regierungen Deutschlands und Frankreichs den Deutsch-Französischen Bürgerfonds auf, um zivilgesellschaftliche Bürgerinitiativen und Städtepartnerschaften zu fördern und die Beziehungen beider Länder in der breiten Bevölkerung zu intensivieren.

## Organisation
Das DFJW ist eine unabhängige internationale Organisation, an deren Spitze ein Verwaltungsrat steht. Den Vorsitz haben die Bundesministerin für Bildung, Familie, Senioren, Frauen und Jugend, Karin Prien, und Marie Barsacq, französischer Minister für Sport, Jugend und Vereinswesen. Ausführendes Organ des Verwaltungsrats ist das Generalsekretariat, an dessen Spitze ein deutsch-französisches Tandem steht: Anne Tallineau, die das Jugendwerk seit 2020 leitet, und Tobias Bütow, der seit dem 1. März 2019 die Ko-Leitung übernommen hat.
Die 70 Bediensteten des Jugendwerks arbeiten in binational besetzten Referaten an den Standorten Paris, dem Sitz des DFJW, Berlin, und in der Außenstelle Saarbrücken.
Das Jugendwerk ist ein Kompetenzzentrum für die Regierungen beider Länder und fungiert als Berater und Mittler zwischen den verschiedenen staatlichen Ebenen und den Akteuren der Zivilgesellschaft in Deutschland und Frankreich. Das DFJW arbeitet nach dem Subsidiaritätsgedanken mit zahlreichen Partnern zusammen und unterstützt sie bei finanziellen, pädagogischen und sprachlichen Fragen des Austauschs. Es leistet Hilfe bei der inhaltlichen Vorbereitung und Analyse von Begegnungen, informiert und berät. Dabei greift das DFJW immer wieder aktuelle Themen auf, die die Jugend in beiden Ländern bewegen (Integration, bürgerschaftliches Engagement, Jugendkultur, Zukunft Europas sowie wissenschaftlich-technische Themen).
Ziel ist es,
- die Beziehungen zwischen Kindern, Jugendlichen und jungen Erwachsenen sowie für die Jugendarbeit Verantwortlichen in beiden Ländern zu vertiefen,
- die Kultur des Partners zu vermitteln,
- das interkulturelle Lernen zu fördern,
- bei der beruflichen Qualifizierung zu unterstützen,
- gemeinsame Projekte für bürgerschaftliches Engagement zu stärken,
- für die besondere Verantwortung Deutschlands und Frankreichs in Europa zu sensibilisieren und
- die Neugier auf die Partnersprache zu wecken und zu vertiefen.

## Zahlen
Seit 1963 hat das DFJW rund 9,5 Millionen jungen Deutschen und Franzosen die Teilnahme an rund 382.000 Austauschprogrammen ermöglicht. Das DFJW fördert jedes Jahr durchschnittlich ca. 8400 Begegnungen (rund 5200 Gruppenaustauschprogramme und 3200 Individualaustauschprogramme), an denen 2021 etwa 69.000 Jugendliche teilgenommen haben.
Der Organisation wurden 2013 ihre Haushaltsmittel um 10 Prozent erhöht. Darüber hinaus haben Frankreich und Deutschland beschlossen, die Haushaltsmittel dieser internationalen Organisation für 2019 um 4 Millionen Euro aufzustocken. Das Jugendwerk verfügt somit aktuell über einen Haushalt von 30,3 Millionen Euro, der sich aus gleichen Beiträgen der deutschen und französischen Regierung zusammensetzt. Zusätzlich erhielt es Mittel aus Sonderfonds, die von den beiden Außenministerien insbesondere für den Austausch mit den mittel- und osteuropäischen Ländern, den südosteuropäischen Ländern und den Maghrebstaaten bewilligt wurden.

## Orientierungen
Die Organisation wird sich in den kommenden Jahren, aufbauend auf der Sitzung des Verwaltungsrats (15. Dezember 2022), weiter dafür engagieren, im Dienste Europas und der europäischen Bürgerschaft Projekte zu initiieren, die den gesellschaftspolitischen Entwicklungen in Deutschland und Frankreich Rechnung tragen, mit folgenden Schwerpunkten:
- Allen jungen Menschen (wieder) Austausch ermöglichen
- Umweltverantwortung und Klimaschutz ins Zentrum der Austausche stellen
- Handeln für Demokratie und Frieden in einem Europa der Vielfalt
- Horizonte erweitern, Perspektiven gewinnen
- Mit der Jugend die Zukunft jetzt gestalten

Die Organisation beabsichtigt so, Schlüsselkompetenzen für Europa zu vermitteln und seine Spezifität wie auch den Mehrwert des DFJW zu unterstreichen.

## Arbeitsbereiche

### Berufliche Bildung
Die derzeitige Priorität junger Menschen in Deutschland und Frankreich ist der Zugang zum Arbeitsmarkt am Ende ihrer universitären oder beruflichen Ausbildung. Junge Menschen in der Berufsausbildung, benachteiligte Jugendliche, Studenten und junge Berufstätige beschäftigen sich mit denselben Fragen hinsichtlich ihrer beruflichen Zukunft.
Jedes Jahr vereinen 460 Begegnungen fast 10.000 Jugendliche: Berufsschulen, Handwerk, Landwirtschaft, berufliche Eingliederungsprogramme für junge Arbeitslose, Fortbildung junger Berufstätiger aus verschiedenen Bereichen, „Arbeit beim Partner“, Stipendien für junge Künstler und Multiplikatoren im Bereich Kulturvermittlung und Medien, deutsch-französischer Freiwilligendienst; Praxes.

### Studentenaustausch
Die Organisation hat das Ziel, die Mobilität der Studierenden und junger Forscher im deutsch-französischen und internationalen Rahmen zu verbessern. Es arbeitet einerseits mit Universitäten zusammen, die Austauschprogramme organisieren, andererseits mit Studenten, die – auf sich allein gestellt – Praktika und Forschungsaufenthalte im Partnerland durchführen.
105 Programme mit 2.222 Studenten: Binationale Seminare und Workshops, Praktika in Unternehmen, für deutsch-französische Projekte, für Studienaufenthalte an Kunst- und Musikhochschulen etc. Dazu 347 Praktika im Hochschulbereich.

### Schüleraustausch
Gruppenbegegnungen finden entweder am Ort des Partners oder an einem Drittort statt. Sie richten sich an Schüler des Primar- und Sekundarbereichs. Die Programme des individuellen Schüleraustauschs (Voltaire-Programm und Brigitte-Sauzay-Programm) bilden die zweite Seite des Schulaustauschs und basieren auf dem Prinzip der gegenseitigen Aufnahme eines Gastschülers in einer Familie sowie in einer Schule des Partnerlandes.
2.326 Begegnungen von Schulklassen mit 104.128 Schülern der Sekundar- und Primarstufe. 3.125 Schüler im individuellen Austausch; Lehrerfortbildungen im Bereich der Austauschpädagogik.

### Außerschulische Jugendbegegnungen
858 Programme mit 23.566 Teilnehmern wurden von Jugendverbänden, Städtepartnerschaftskomitees, Sportvereinen und Vereinen aus dem Kunst- und Kulturbereich durchgeführt. 111 Jugendliche erhalten jährlich ein Stipendium im Rahmen eines Individualstipendiums. 2019 gab es 19.112 Teilnehmende an außerschulische Jugendbegegnungen.

### Erlernen der Partnersprache

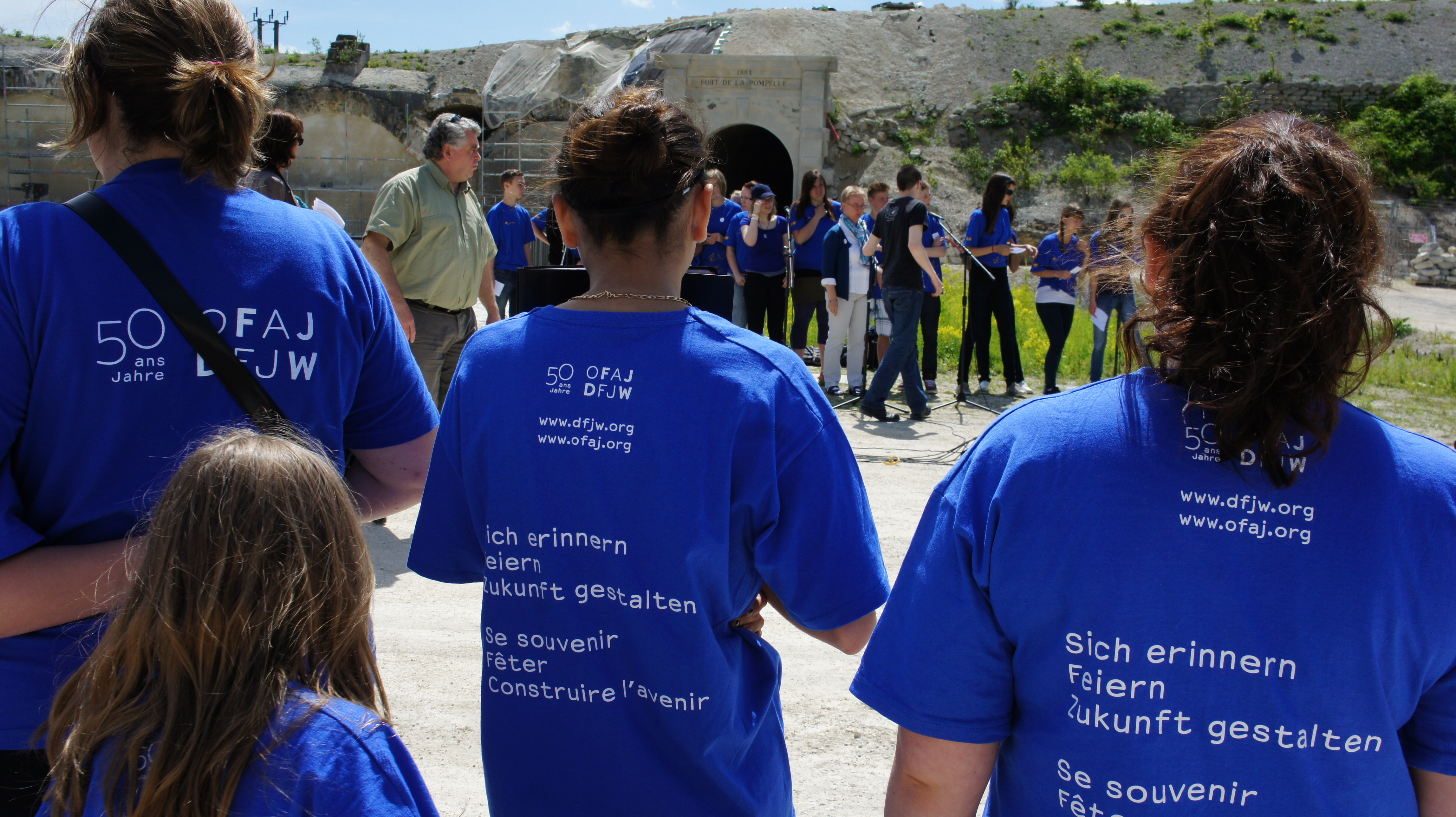
„Operation Karl der Große über den Gräbern“: Junge Franzosen aus Reims und Deutsche aus Aachen singen in Fort de la Pompelle europäische, französische und deutsche Hymnen und lesen Briefe von Soldaten aus dem I. Weltkrieg unter der Koordination von Noël Orsat. Foto von Vincent Zénon Rigaud, Reims 2013.

Der Förderung der Partnersprache kommt bei den Programmen des DFJW eine zentrale Rolle zu. Diese richten sich in der Regel an junge Menschen zwischen 3 und 30 Jahren sowie an Verantwortliche von Jugendbegegnungen.
Die Organisation vergibt Stipendien für Intensivsprachkurse an junge Berufstätige und Studierende sowie an Leiter deutsch-französischer Jugendbegegnungen. Es unterstützt außerschulische Sprachkurse für Jugendliche und Erwachsene, insbesondere im Rahmen von Städtepartnerschaften, sowie Kindersprachkurse. Darüber hinaus fördert das DFJW binationale Sprachkurse, an denen deutsche und französische Jugendliche gemeinsam teilnehmen. Durch die Tandem-Methode unterstützen sie sich gegenseitig beim Erlernen der Fremdsprache.
Die Organisation hat innovative Methoden für die Vermittlung der Partnersprache im Rahmen deutsch-französischer Jugendbegegnungen entwickelt und vermittelt diese ebenfalls im Rahmen von Fortbildungsmaßnahmen für Lehrer und Betreuer von Austauschprogrammen. Zu diesen Methoden gehört die Sprachanimation, die Tandem-Methode sowie Tele-Tandem. In Zusammenarbeit mit seinen Partnerorganisationen bildet das DFJW außerdem Gruppendolmetscher aus, die in Jugendbegegnungen zum Einsatz kommen. Jedes Jahr nehmen mehr als 200 Personen an diesen Fortbildungen teil.
Um die Kommunikation in Jugendbegegnungen zu unterstützen, veröffentlicht das DFJW außerdem eine Reihe von zwei- oder dreisprachigen Glossaren zu spezifischen Themen (u. a. Fußball, Integration und Chancengleichheit, Küche, Kindergarten und Grundschule).
1.638 Jugendliche und 3.762 Kinder haben an vom DFJW geförderten Sprachkursen teilgenommen. 972 Schüler haben 2019 an intensiven und extensiven Sprachkursen teilgenommen.

### Die Pädagogik des interkulturellen Lernens
Um die Qualität deutsch-französischer und trinationaler Jugendbegegnungen zu gewährleisten und Jugendleitern und Lehrern zu ermöglichen, interkulturelle und sprachliche Lernprozesse anzustoßen, bieten die Organisation mit ihren Partnern Aus- und Fortbildungen im Bereich Austauschpädagogik und Sprache an. Darunter fallen Grundausbildungen, BAFA-JuLeiCa-Ausbildungen, thematische Fort- und Weiterbildungen. Als Teil der Qualitätsentwicklung beteiligt sich das DFJW an der Evaluation Internationaler Jugendbegegnungen, für das der Forschungsverbund Freizeitenevaluation das Online-Tool "i-EVAL" bereitstellt.
Fast 1.500 Teamer wurden im Jahr 2019 ausgebildet. Dazu wurden 91 Fortbildungen durchgeführt. Die Zahl der ausgebildeten Teamer liegt momentan bei 734.

### Trinationale Programme
Die Organisation ist seit 1976 ermächtigt, 5 Prozent ihrer Programme trilateral mit Jugendlichen aus Ländern der Europäischen Gemeinschaft und seit 1990 mit allen anderen Ländern durchzuführen; seit 2004 dürfen bis zu 15 Prozent des Budgets für trinationale Begegnungen ausgegeben werden. Es gibt mehrere Schwerpunktregionen: die Länder Mittel- und Osteuropas (MOE), Südosteuropas (SOE) sowie die Länder des Mittelmeerraums. Bei den MOE- und SOE-Programmen wird das DFJW durch einen Sonderfonds von Auswärtigem Amt und Ministère des Affaires Etrangères et Européennes unterstützt.
Verstärkte Initiativen in Richtung der Mittelmeer-Anrainerstaaten wurden ergriffen; vereinzelt gibt es auch Programme mit Ländern wie Kanada, Südkorea, Mali, Mexiko, Japan, Senegal oder den USA.
Insgesamt fanden 2019 399 trinationale Programme in 45 Ländern mit Unterstützung des DFJW statt.